# CG634

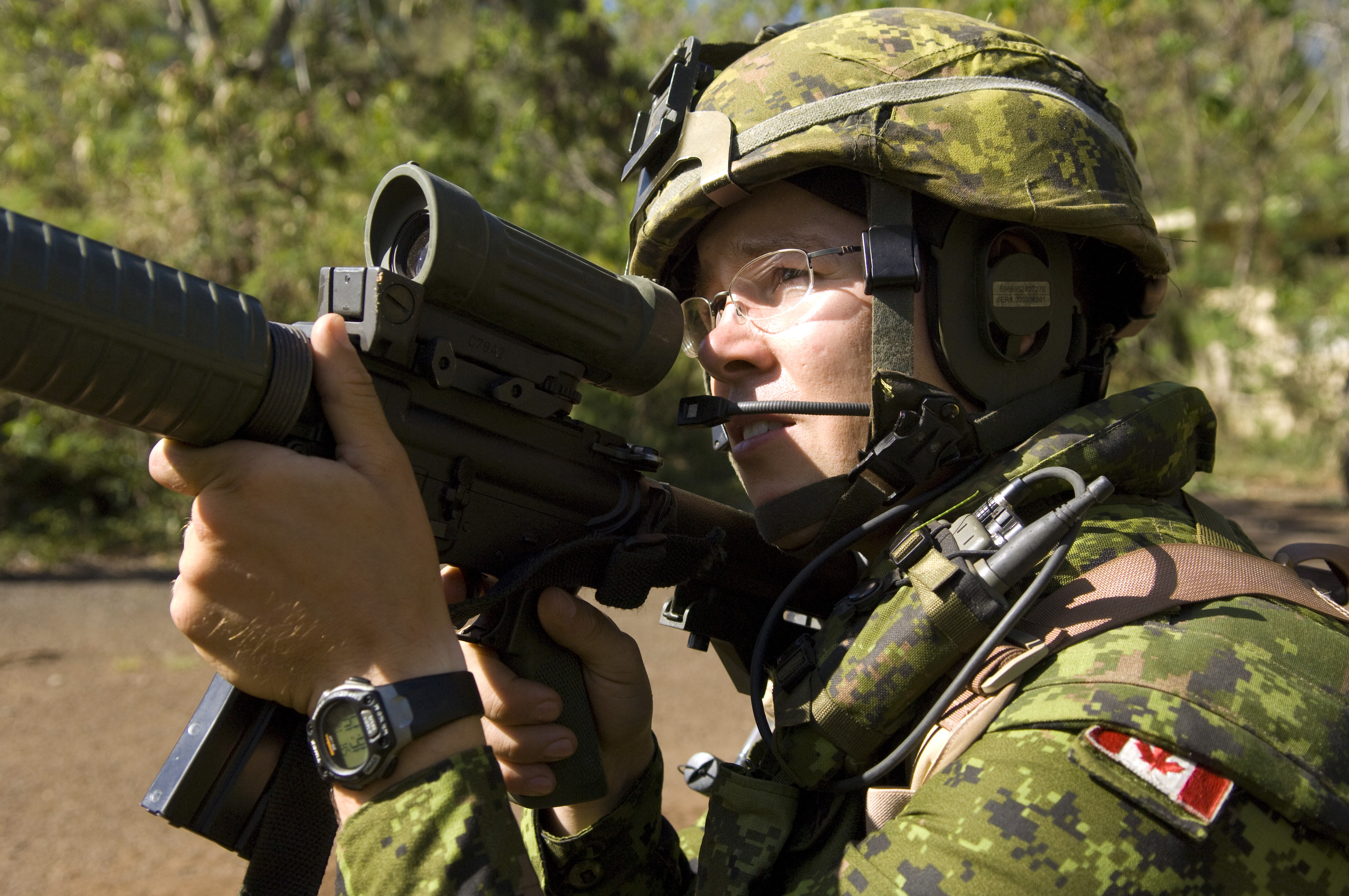
Um soldado canadense usando o capacete CG634 em camuflagem CADPAT.

O capacete CG634 é o capacete de combate das forças canadenses. Introduzido em 1997, é baseado no capacete francês SPECTRA.

## Histórico
O Exército Canadense solicitou uma substituição para o capacete de aço M1 na década de 1980. Ele testou o capacete americano PASGT e o capacete francês SPECTRA, antes de decidir adotar uma variante do projeto francês. O capacete protótipo Barrday foi produzido no final de 1980. Não foi adotado pelos militares, mas foi posteriormente modificado para se tornar o CG634. O CG634 foi fabricado pela Gallet Sécurité Internationale em Saint-Romuald, Quebec.

## Projeto

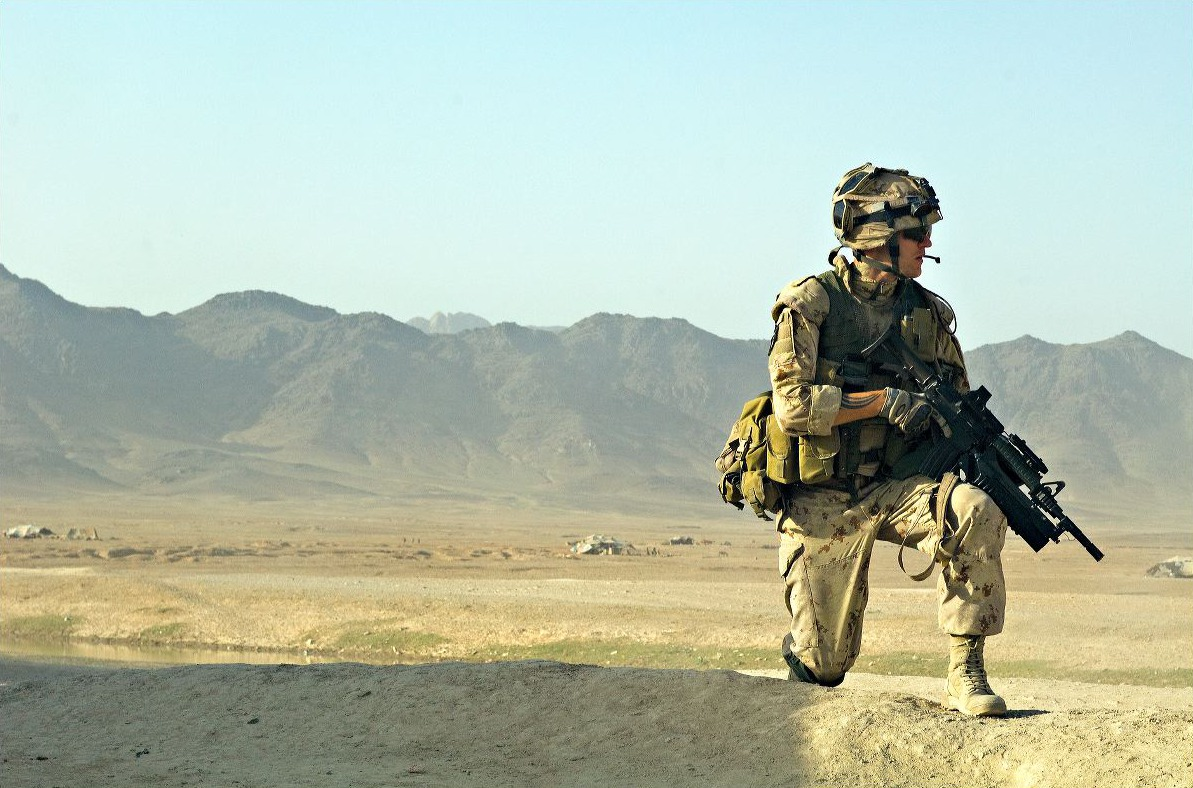
Soldado canadense usando o capacete CG634 com capa de capacete CADPAT no Afeganistão.

O capacete CG634 retoma o projeto francês, mas com um sistema de suspensão específico. O capacete tem propriedades balísticas ligeiramente melhores do que o PASGT. O CG634 é semelhante em forma e às vezes é confundido com o capacete de combate MICH TC-2000 do Exército dos Estados Unidos.
O Exército e o Corpo de Fuzileiros Navais dos EUA usam um sistema de preenchimento de espuma em seu capacete de combate terrestre em vez de uma tira. O único preenchimento validado para uso em combate é feito pela Team Wendy e fornecido pela National Industries for the Blind. Este preenchimento também pode ser usado com o CG634. Além disso, ao contrário do MICH, o CG634 usa uma tira de queixo de 3 pontos com um controle deslizante para ajuste. Isso facilita o ajuste da alça, sem remover o capacete.
Se necessário, óculos de visão noturna podem ser montados no capacete. A montagem consiste em um suporte de metal verde que se encaixa na frente do capacete e no qual os óculos são aparafusados. Uma alça, que prende o suporte, se conecta a um grande anel, que geralmente fica localizado na parte superior do capacete. Duas tiras adicionais prendem o suporte na parte de trás do capacete. A montagem é compatível com a maioria dos dispositivos militares de visão noturna.

## Substituição
O CG634 está programado para ser substituído pelo novo capacete de combate CM735 da Morgan Advanced Materials, baseado no corte completo LASA AC914 para operações de combate e no corte alto LASA AC915 para operações especiais. Em 2019, a NP Aerospace forneceria o capacete ao longo de sete anos.

## Usuários
- Canadá
- Ucrânia